# Fireflies (bài hát)
"Fireflies" là một bài hát của dự án âm nhạc electronica nước Mỹ Owl City nằm trong album phòng thu thứ hai của dự án, Ocean Eyes (2009). Nó được phát hành vào ngày 14 tháng 7 năm 2009 như là đĩa đơn đầu tiên trích từ album bởi Universal Republic Records, đồng thời là đĩa đơn đầu tay trong sự nghiệp của Owl City. Bài hát được viết lời bởi giọng ca chính đồng thời là thành viên duy nhất Adam Young và anh đã đồng sản xuất nó với giọng ca chính của ban nhạc Relient K là Matthew Thiessen, người cũng tham gia góp giọng cho "Fireflies" mặc dù không được đề cập trên đĩa đơn lẫn album. Đây là một bản synth-pop được Young mô tả như là "một bài hát nhỏ về những con bọ và việc không thể ngủ vào ban đêm" với nội dung lời bài hát đề cập đến nhiều chủ đề khác nhau như chứng mất ngủ, đom đóm và mùa hè. Trong tuần đầu tiên phát hành, "Fireflies" được phát hành miễn phí trên iTunes và ngay lập tức sự chú ý, và tạo tiền đề cho thành công của bài hát trong tương lai.
Sau khi phát hành, "Fireflies" nhận được những phản ứng tích cực từ các nhà phê bình âm nhạc, trong đó họ đánh giá cao nội dung lời bài hát, chất giọng của Young cũng như quá trình sản xuất nó. Bài hát cũng gặt hái những thành công vượt trội về mặt thương mại, đứng đầu các bảng xếp hạng ở Úc, Đan Mạch, Ireland, Thụy Điển và Vương quốc Anh, và lọt vào top 10 ở hầu hết những quốc gia nó xuất hiện, bao gồm vươn đến top 5 ở nhiều thị trường lớn Áo, Bỉ, Canada, Ý, Nhật Bản, New Zealand, Na Uy và Thụy Sĩ. Tại Hoa Kỳ, "Fireflies" đạt vị trí số một trên bảng xếp hạng Billboard Hot 100 trong hai tuần không liên tiếp, trở thành đĩa đơn đầu tiên của Owl City và cũng là duy nhất của Young vươn đến top 40 trong ba năm, cho đến đĩa đơn năm 2012 "Good Time" (hợp tác với ca sĩ người Canada Carly Rae Jepsen). Nó đã được chứng nhận bảy đĩa Bạch kim từ Hiệp hội Công nghiệp ghi âm Hoa Kỳ (RIAA), và là một trong những đĩa đơn bán chạy nhất tại đây.
Video ca nhạc cho "Fireflies" được đạo diễn bởi Steve Hoover, trong đó Young chơi bài hát trên một cây đàn lowrey organ trong một căn phòng ngủ đầy những đồ chơi và đồ dùng đang hoạt động theo nhạc. Để quảng bá bài hát, nam ca sĩ đã trình diễn nó trên nhiều chương trình truyền hình và lễ trao giải lớn, bao gồm Jimmy Kimmel Live!, KIIS-FM Jingle Ball và Today, cũng như trong tất cả những chuyến lưu diễn của anh. Được ghi nhận là bài hát trứ danh trong sự nghiệp của Owl City, "Fireflies" đã được hát lại và sử dụng làm nhạc mẫu bởi rất nhiều nghệ sĩ, như "Weird Al" Yankovic, Cheryl Cole, Christina Grimmie, Sam Tsui, Rebecca Ferguson và Mac Miller, cũng như xuất hiện trong nhiều video game, bao gồm Disney Sing It: Party Hits, Guitar Hero 5, Guitar Hero: Warriors of Rock và Rock Band 3.

## Danh sách bài hát
Đĩa CD tại châu Âu
1. "Fireflies" – 3:48
2. "Hot Air Balloon" – 3:35

Đĩa 7" tại Hoa Kỳ
- A. "Fireflies" (UK Radio chỉnh sửa) – 3:14
- B. "Vanilla Twilight" (US Radio chỉnh sửa mở rộng) – 4:20

## Xếp hạng
| Bảng xếp hạng (2009-10)               | Vị trí cao nhất |
| ------------------------------------- | --------------- |
| Úc (ARIA)                             | 1               |
| Áo (Ö3 Austria Top 40)                | 2               |
| Bỉ (Ultratop 50 Flanders)             | 2               |
| Bỉ (Ultratop 50 Wallonia)             | 4               |
| Canada (Canadian Hot 100)             | 2               |
| Cộng hòa Séc (Rádio Top 100)          | 2               |
| Đan Mạch (Tracklisten)                | 1               |
| Châu Âu Hot 100 Singles (Billboard)   | 3               |
| Phần Lan (Suomen virallinen lista)    | 7               |
| Pháp (SNEP)                           | 17              |
| Đức (GfK)                             | 6               |
| Ireland (IRMA)                        | 1               |
| Ý (FIMI)                              | 2               |
| Nhật Bản (Japan Hot 100)              | 3               |
| Hà Lan (Dutch Top 40)                 | 1               |
| Hà Lan (Single Top 100)               | 3               |
| New Zealand (Recorded Music NZ)       | 2               |
| Na Uy (VG-lista)                      | 2               |
| Ba Lan (Polish Airplay Top 100)       | 2               |
| Scotland (OCC)                        | 1               |
| Slovakia (Rádio Top 100)              | 8               |
| Tây Ban Nha (PROMUSICAE)              | 27              |
| Thụy Điển (Sverigetopplistan)         | 1               |
| Thụy Sĩ (Schweizer Hitparade)         | 4               |
| Anh Quốc (OCC)                        | 1               |
| Hoa Kỳ Billboard Hot 100              | 1               |
| Hoa Kỳ Adult Contemporary (Billboard) | 11              |
| Hoa Kỳ Adult Pop Airplay (Billboard)  | 1               |
| Hoa Kỳ Pop Airplay (Billboard)        | 2               |

| Bảng xếp hạng (2009)                 | Vị trí |
| ------------------------------------ | ------ |
| Australia (ARIA)                     | 79     |
| Canada (Canadian Hot 100)            | 74     |
| Denmark (Tracklisten)                | 29     |
| Netherlands (Dutch Top 40)           | 100    |
| New Zealand (Recorded Music NZ)      | 26     |
| US Billboard Hot 100                 | 60     |
| Bảng xếp hạng (2010)                 | Vị trí |
| Australia (ARIA)                     | 6      |
| Austria (Ö3 Austria Top 75)          | 27     |
| Belgium (Ultratop 50 Flanders)       | 14     |
| Belgium (Ultratop 40 Wallonia)       | 14     |
| Canada (Canadian Hot 100)            | 26     |
| Denmark (Tracklisten)                | 47     |
| Europe (European Hot 100 Singles)    | 13     |
| France (SNEP)                        | 75     |
| Germany (Official German Charts)     | 36     |
| Ireland (IRMA)                       | 7      |
| Italy (FIMI)                         | 90     |
| Japan (Japan Hot 100)                | 16     |
| Netherlands (Dutch Top 40)           | 14     |
| Netherlands (Single Top 100)         | 26     |
| New Zealand (Recorded Music NZ)      | 44     |
| Sweden (Sverigetopplistan)           | 24     |
| Switzerland (Schweizer Hitparade)    | 28     |
| UK Singles (Official Charts Company) | 6      |
| US Billboard Hot 100                 | 30     |
| US Adult Contemporary (Billboard)    | 22     |
| US Adult Pop Songs (Billboard)       | 21     |
| US Pop Songs (Billboard)             | 33     |

| Bảng xếp hạng                        | Xếp hạng |
| ------------------------------------ | -------- |
| UK Singles (Official Charts Company) | 303      |

## Chứng nhận
| Quốc gia                                                                           | Chứng nhận  | Số đơn vị/doanh số chứng nhận |
| ---------------------------------------------------------------------------------- | ----------- | ----------------------------- |
| Úc (ARIA)                                                                          | 6× Bạch kim | 420.000^                      |
| Bỉ (BEA)                                                                           | Vàng        | 0*                            |
| Đan Mạch (IFPI Đan Mạch)                                                           | Bạch kim    | 30,000^                       |
| Đức (BVMI)                                                                         | Bạch kim    | 500.000‡                      |
| Ý (FIMI)                                                                           | Vàng        | 10.000*                       |
| New Zealand (RMNZ)                                                                 | Bạch kim    | 15,000*                       |
| Thụy Điển (GLF)                                                                    | 2× Bạch kim | 80,000‡                       |
| Thụy Sĩ (IFPI)                                                                     | Vàng        | 15.000^                       |
| Anh Quốc (BPI)                                                                     | Bạch kim    | 1,008,347                     |
| Hoa Kỳ (RIAA)                                                                      | 7× Bạch kim | 7.000.000‡                    |
| * Chứng nhận dựa theo doanh số tiêu thụ. ^ Chứng nhận dựa theo doanh số nhập hàng. |             |                               |